# Thumb Island
Thumb Island är en ö i Kanada.   Den ligger i territoriet Northwest Territories, i den nordvästra delen av landet, 4 000 km nordväst om huvudstaden Ottawa. Arean är 33 kvadratkilometer.
Terrängen på Thumb Island är platt. Öns högsta punkt är 52 meter över havet. Den sträcker sig 12,7 kilometer i nord-sydlig riktning, och 5,2 kilometer i öst-västlig riktning.
Trakten runt Thumb Island består i huvudsak av gräsmarker. Trakten runt Thumb Island är nära nog obefolkad, med mindre än två invånare per kvadratkilometer.